# Escritura especular

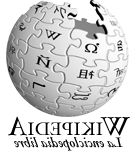
Logo de Wikipedia con escritura especular.

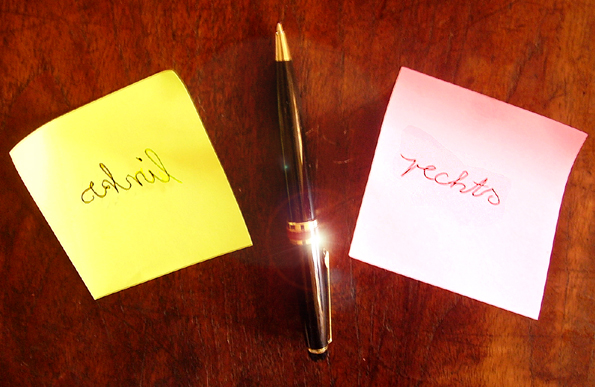
En el lado izquierdo puede verse la palabra izquierda (links) en alemán, con escritura especular.

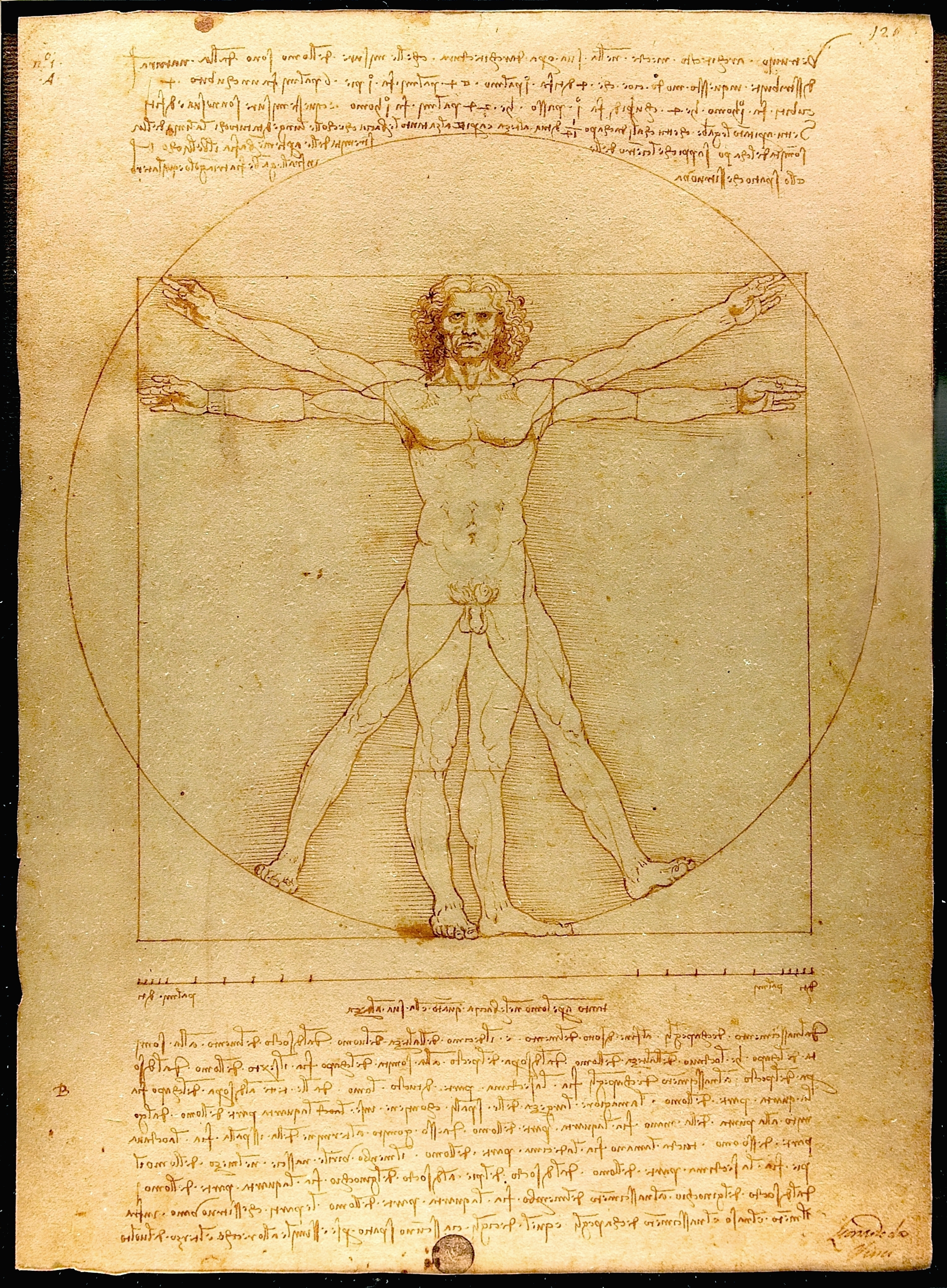
Las notas en el Hombre de Vitruvio de Leonardo da Vinci están en escritura especular.

La escritura especular o escritura en espejo es un método de escritura que se logra trazando el lápiz sobre el papel en la dirección opuesta a la que es usada por la mayoría de los amanuenses, de tal manera que el resultado es una imagen en espejo (invertida) de la escritura habitual. Su empleo más común, cuando el idioma se escribe desde la izquierda hacia la derecha, es por parte de personas zurdas. A veces se utiliza como una forma extremadamente primitiva de cifrado. Su ejemplo más común en la actualidad puede verse al frente de las ambulancias, donde la palabra "AMBULANCIA" aparece en escritura especular con el objetivo de que los conductores que se encuentren delante de ella lean la palabra en el sentido normal en sus espejos retrovisores.
Leonardo da Vinci, en muchas de sus anotaciones personales, utilizó este método que combinaba con el uso de siglas y abreviaciones para hacer más difícil su lectura por otras personas. Sólo utilizaba la manera estándar de escritura si tenía previsto que sus anotaciones fueran leídas por otras personas. Leonardo da Vinci era ambidiestro, y solía escribir con la izquierda, lo que provocaba que la tinta manchara fácilmente si escribía en escritura estándar, es decir, de izquierda a derecha.[cita requerida]